# みなと遊園
みなと遊園（みなとゆうえん）は、大阪市港区にかつて存在した遊園地。大阪港振興株式会社が運営していた。

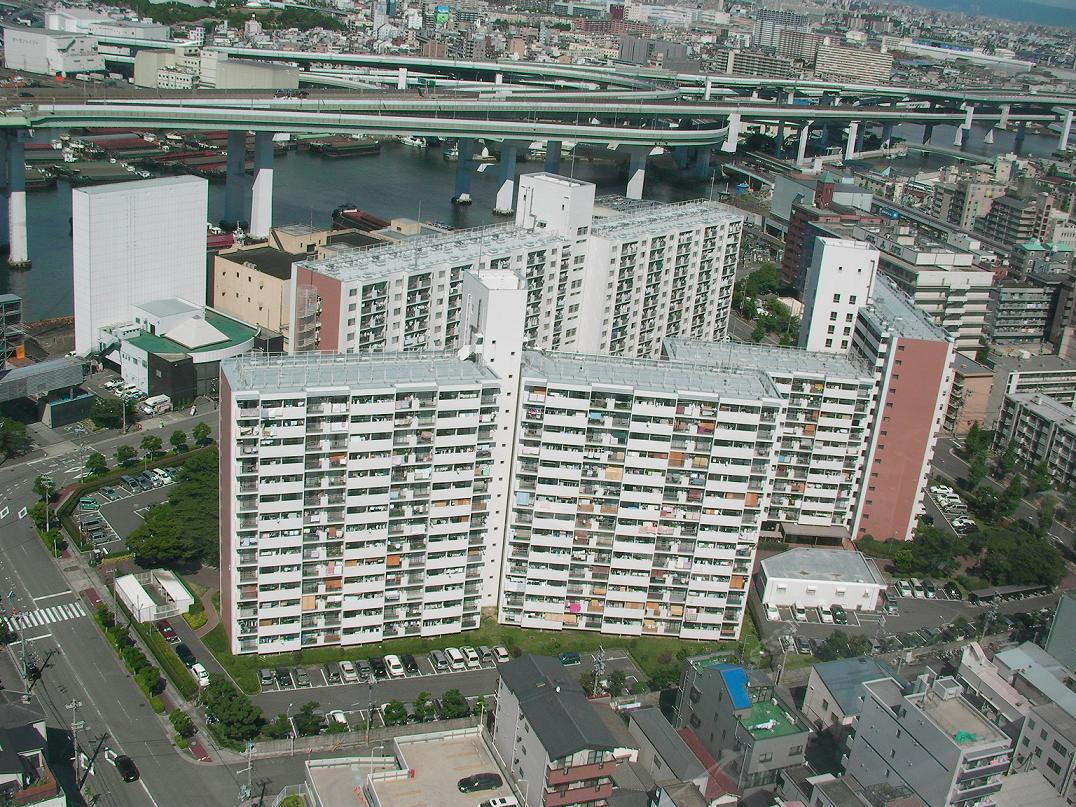
天保山第五コーポ（みなと遊園跡地）

## 概要
- 入園料は、大人・小人ともに20円。乗り物料はジェットコースターが40円、ほかの乗り物は大人30円小人20円であった。
- こども遊園には、こども列車（こだま型200m走行）・メリーゴーランド・こども自動車・子供プール・模型池・なかよし動物園（ヤギ・カンガルー・ペンギンなど）があった。
- スポーツランドには、ジェットコースター（延長55m、時速60km）・ヘリコプター塔（地上50m）・廻転観覧車・ムーンロケット・オクトパス・テルタワール・宙返りロケット・ローラースケート・野外劇場・室内娯楽室・スリラーカー・展望大食堂・売店などがあった。
- 精神薄弱児や身体障害児などの無料招待も行っていた。
- 四国方面へ向かう船着場があった頃は賑わっていた。
- 跡地は現在、天保山第五コーポとなっている。

## シルバープール
みなと遊園は、入場者数の低迷から赤字を出すようになった。大阪港振興株式会社は入場者数を増やすため遊園内に「シルバープール」を建設し、1967年（昭和42年）営業を開始した。黒字経営であったためにみなと遊園休園後も営業していたが、みなと遊園跡地（2万1,565平方メートル）を大阪市住宅供給公社へ売却するに伴い、1972年（昭和47年）廃止された。

## 歴史
- 1961年4月25日：開園
- 1967年6月18日：シルバープール開業
- 1969年1月17日：休園
- 1972年9月：シルバープール廃止

## 実績
| 年度       | 年間入園人員（人） | 入園料収入（千円） | 開園日数（日） |
| ---------- | ------------------ | ------------------ | -------------- |
| 昭和36年度 | 440,467            | 46,712             | 286            |
| 昭和37年度 | 316,394            | 43,009             | 288            |
| 昭和38年度 | 349,795            | 48,966             | 292            |
| 昭和39年度 | 322,971            | 50,212             | 309            |
| 昭和40年度 | 258,095            | 39,902             | 267            |
| 昭和41年度 | 206,354            | 35,905             | 266            |
| 昭和42年度 | 194,712            | 32,412             | 272            |
| 昭和43年度 | 149,855            | 23,175             | 229            |

なお、事故の記録としては、1961年（昭和36年）5月に幼児がムーンロケットに挟まれ搬送先の病院で死亡したもの、同年7月に幼稚園児がメリーゴーランドで事故死したもの、以上の2件があるという。